# Mexico Songs
La Mexico Songs è la classifica dei brani musicali più venduti e riprodotti in streaming in Messico, lanciata il 15 febbraio 2022 e redatta settimanalmente da Billboard.
La classifica, contemplante i dati di riproduzione in streaming e di vendite digitali fornite dalla Luminate Data, raggruppa le venticinque canzoni più popolari a livello nazionale nel paese sudamericano.

## Singoli al numero uno

### 2022
| Settimana         | Artista                            | Brano                                | Note   |
| ----------------- | ---------------------------------- | ------------------------------------ | ------ |
| 19 febbraio 2022  | Tainy, Bad Bunny e Julieta Venegas | Lo siento BB                         | [ 2 ]  |
| 26 febbraio 2022  | Becky G e Karol G                  | Mamiii                               | [ 3 ]  |
| 5 marzo 2022      | Christian Nodal                    | Ya no somos ni seremos               | [ 4 ]  |
| 12 marzo 2022     | Christian Nodal                    | Ya no somos ni seremos               | [ 5 ]  |
| 19 marzo 2022     | Christian Nodal                    | Ya no somos ni seremos               | [ 6 ]  |
| 26 marzo 2022     | Eden Muñoz                         | Chale!                               | [ 7 ]  |
| 2 aprile 2022     | Eden Muñoz                         | Chale!                               | [ 8 ]  |
| 9 aprile 2022     | Paulo Londra                       | Plan A                               | [ 9 ]  |
| 16 aprile 2022    | Harry Styles                       | As It Was                            | [ 10 ] |
| 23 aprile 2022    | Danny Ocean                        | Fuera del mercado                    | [ 11 ] |
| 30 aprile 2022    | Harry Styles                       | As It Was                            | [ 12 ] |
| 7 maggio 2022     | Harry Styles                       | As It Was                            | [ 13 ] |
| 14 maggio 2022    | Karol G                            | Provenza                             | [ 14 ] |
| 21 maggio 2022    | Bad Bunny                          | Moscow Mule                          | [ 15 ] |
| 28 maggio 2022    | Bad Bunny e Bomba Estéreo          | Ojitos lindos                        | [ 16 ] |
| 4 giugno 2022     | Bad Bunny e Chencho Corleone       | Me porto bonito                      | [ 17 ] |
| 11 giugno 2022    | Bad Bunny e Chencho Corleone       | Me porto bonito                      | [ 18 ] |
| 18 giugno 2022    | Bad Bunny e Chencho Corleone       | Me porto bonito                      | [ 19 ] |
| 25 giugno 2022    | Bad Bunny e Chencho Corleone       | Me porto bonito                      | [ 20 ] |
| 2 luglio 2022     | Bad Bunny e Chencho Corleone       | Me porto bonito                      | [ 21 ] |
| 9 luglio 2022     | Bad Bunny e Chencho Corleone       | Me porto bonito                      | [ 22 ] |
| 16 luglio 2022    | Bad Bunny e Chencho Corleone       | Me porto bonito                      | [ 23 ] |
| 23 luglio 2022    | Bad Bunny e Chencho Corleone       | Me porto bonito                      | [ 24 ] |
| 30 luglio 2022    | Bizarrap e Quevedo                 | Quevedo: Bzrp Music Sessions Vol. 52 | [ 25 ] |
| 6 agosto 2022     | Bizarrap e Quevedo                 | Quevedo: Bzrp Music Sessions Vol. 52 | [ 26 ] |
| 13 agosto 2022    | Bizarrap e Quevedo                 | Quevedo: Bzrp Music Sessions Vol. 52 | [ 27 ] |
| 20 agosto 2022    | Bizarrap e Quevedo                 | Quevedo: Bzrp Music Sessions Vol. 52 | [ 28 ] |
| 27 agosto 2022    | Bizarrap e Quevedo                 | Quevedo: Bzrp Music Sessions Vol. 52 | [ 29 ] |
| 3 settembre 2022  | Bizarrap e Quevedo                 | Quevedo: Bzrp Music Sessions Vol. 52 | [ 30 ] |
| 10 settembre 2022 | Bizarrap e Quevedo                 | Quevedo: Bzrp Music Sessions Vol. 52 | [ 31 ] |
| 17 settembre 2022 | Bizarrap e Quevedo                 | Quevedo: Bzrp Music Sessions Vol. 52 | [ 32 ] |
| 24 settembre 2022 | Bizarrap e Quevedo                 | Quevedo: Bzrp Music Sessions Vol. 52 | [ 33 ] |
| 1º ottobre 2022   | Bizarrap e Quevedo                 | Quevedo: Bzrp Music Sessions Vol. 52 | [ 34 ] |
| 8 ottobre 2022    | Bizarrap e Quevedo                 | Quevedo: Bzrp Music Sessions Vol. 52 | [ 35 ] |
| 15 ottobre 2022   | Bizarrap e Quevedo                 | Quevedo: Bzrp Music Sessions Vol. 52 | [ 36 ] |
| 22 ottobre 2022   | Grupo Frontera                     | No se va                             | [ 37 ] |
| 29 ottobre 2022   | Grupo Frontera                     | No se va                             | [ 38 ] |
| 5 novembre 2022   | Grupo Frontera                     | No se va                             | [ 39 ] |
| 12 novembre 2022  | Grupo Frontera                     | No se va                             | [ 40 ] |
| 19 novembre 2022  | Grupo Frontera                     | No se va                             | [ 41 ] |
| 26 novembre 2022  | Grupo Frontera                     | No se va                             | [ 42 ] |
| 3 dicembre 2022   | Grupo Frontera                     | No se va                             | [ 43 ] |
| 10 dicembre 2022  | Grupo Frontera                     | No se va                             | [ 44 ] |
| 17 dicembre 2022  | Grupo Frontera                     | No se va                             | [ 45 ] |
| 24 dicembre 2022  | Bellakath                          | Gatita                               | [ 46 ] |
| 31 dicembre 2022  | Grupo Frontera                     | No se va                             | [ 47 ] |

### 2023
| Settimana         | Artista                                        | Brano                                   | Note   |
| ----------------- | ---------------------------------------------- | --------------------------------------- | ------ |
| 7 gennaio 2023    | Grupo Frontera                                 | No se va                                | [ 48 ] |
| 14 gennaio 2023   | Yuridia e Ángela Aguilar                       | Qué agonía                              | [ 49 ] |
| 21 gennaio 2023   | Fuerza Regida e Grupo Frontera                 | Bebé dame                               | [ 50 ] |
| 28 gennaio 2023   | Bizarrap e Shakira                             | Shakira: Bzrp Music Sessions Vol. 53    | [ 51 ] |
| 4 febbraio 2023   | Bizarrap e Shakira                             | Shakira: Bzrp Music Sessions Vol. 53    | [ 52 ] |
| 11 febbraio 2023  | Bizarrap e Shakira                             | Shakira: Bzrp Music Sessions Vol. 53    | [ 53 ] |
| 18 febbraio 2023  | Bizarrap e Shakira                             | Shakira: Bzrp Music Sessions Vol. 53    | [ 54 ] |
| 25 febbraio 2023  | Gabito Ballesteros, Peso Pluma e Natanael Cano | AMG                                     | [ 55 ] |
| 4 marzo 2023      | Gabito Ballesteros, Peso Pluma e Natanael Cano | AMG                                     | [ 56 ] |
| 11 marzo 2023     | Karol G e Shakira                              | TQG                                     | [ 57 ] |
| 18 marzo 2023     | Karol G e Shakira                              | TQG                                     | [ 58 ] |
| 25 marzo 2023     | Karol G e Shakira                              | TQG                                     | [ 59 ] |
| 1º aprile 2023    | Eslabón Armado e Peso Pluma                    | Ella baila sola                         | [ 60 ] |
| 8 aprile 2023     | Yng Lvcas e Peso Pluma                         | La bebe                                 | [ 61 ] |
| 15 aprile 2023    | Eslabón Armado e Peso Pluma                    | Ella baila sola                         | [ 62 ] |
| 22 aprile 2023    | Eslabón Armado e Peso Pluma                    | Ella baila sola                         | [ 63 ] |
| 29 aprile 2023    | Eslabón Armado e Peso Pluma                    | Ella baila sola                         | [ 64 ] |
| 6 maggio 2023     | Eslabón Armado e Peso Pluma                    | Ella baila sola                         | [ 65 ] |
| 13 maggio 2023    | Eslabón Armado e Peso Pluma                    | Ella baila sola                         | [ 66 ] |
| 20 maggio 2023    | Eslabón Armado e Peso Pluma                    | Ella baila sola                         | [ 67 ] |
| 27 maggio 2023    | Eslabón Armado e Peso Pluma                    | Ella baila sola                         | [ 68 ] |
| 3 giugno 2023     | Eslabón Armado e Peso Pluma                    | Ella baila sola                         | [ 69 ] |
| 10 giugno 2023    | Eslabón Armado e Peso Pluma                    | Ella baila sola                         | [ 70 ] |
| 17 giugno 2023    | Bizarrap e Peso Pluma                          | Peso Pluma: Bzrp Music Sessions Vol. 55 | [ 71 ] |
| 24 giugno 2023    | Bizarrap e Peso Pluma                          | Peso Pluma: Bzrp Music Sessions Vol. 55 | [ 72 ] |
| 1º luglio 2023    | Bizarrap e Peso Pluma                          | Peso Pluma: Bzrp Music Sessions Vol. 55 | [ 73 ] |
| 8 luglio 2023     | Peso Pluma, Gabito Ballesteros e Junior H      | Lady Gaga                               | [ 74 ] |
| 15 luglio 2023    | Peso Pluma, Gabito Ballesteros e Junior H      | Lady Gaga                               | [ 75 ] |
| 22 luglio 2023    | Fuerza Regida                                  | Sabor fresa                             | [ 76 ] |
| 29 luglio 2023    | Peso Pluma, Gabito Ballesteros e Junior H      | Lady Gaga                               | [ 77 ] |
| 5 agosto 2023     | Peso Pluma, Gabito Ballesteros e Junior H      | Lady Gaga                               | [ 78 ] |
| 12 agosto 2023    | Peso Pluma, Gabito Ballesteros e Junior H      | Lady Gaga                               | [ 79 ] |
| 19 agosto 2023    | Peso Pluma, Gabito Ballesteros e Junior H      | Lady Gaga                               | [ 80 ] |
| 26 agosto 2023    | Peso Pluma, Gabito Ballesteros e Junior H      | Lady Gaga                               | [ 81 ] |
| 2 settembre 2023  | Peso Pluma, Gabito Ballesteros e Junior H      | Lady Gaga                               | [ 82 ] |
| 9 settembre 2023  | Peso Pluma, Gabito Ballesteros e Junior H      | Lady Gaga                               | [ 83 ] |
| 16 settembre 2023 | Calle 24, Chino Pacas e Fuerza Regida          | Que onda                                | [ 84 ] |
| 23 settembre 2023 | Calle 24, Chino Pacas e Fuerza Regida          | Que onda                                | [ 85 ] |
| 30 settembre 2023 | Peso Pluma, Gabito Ballesteros e Junior H      | Lady Gaga                               | [ 86 ] |
| 7 ottobre 2023    | Peso Pluma, Gabito Ballesteros e Junior H      | Lady Gaga                               | [ 87 ] |
| 14 ottobre 2023   | Peso Pluma, Gabito Ballesteros e Junior H      | Lady Gaga                               | [ 88 ] |
| 21 ottobre 2023   | Peso Pluma, Gabito Ballesteros e Junior H      | Lady Gaga                               | [ 89 ] |
| 28 ottobre 2023   | Bad Bunny                                      | Monaco                                  | [ 90 ] |
| 4 novembre 2023   | Calle 24, Chino Pacas e Fuerza Regida          | Qué onda                                | [ 91 ] |
| 11 novembre 2023  | Fuerza Regida e Marshmello                     | Harley Quinn                            | [ 92 ] |
| 18 novembre 2023  | Fuerza Regida e Marshmello                     | Harley Quinn                            | [ 93 ] |
| 25 novembre 2023  | Fuerza Regida e Marshmello                     | Harley Quinn                            | [ 94 ] |
| 2 dicembre 2023   | Fuerza Regida e Marshmello                     | Harley Quinn                            | [ 95 ] |
| 9 dicembre 2023   | Fuerza Regida e Marshmello                     | Harley Quinn                            | [ 96 ] |
| 16 dicembre 2023  | Fuerza Regida e Marshmello                     | Harley Quinn                            | [ 97 ] |
| 23 dicembre 2023  | Fuerza Regida e Marshmello                     | Harley Quinn                            | [ 98 ] |
| 30 dicembre 2023  | Xavi                                           | La diabla                               | [ 99 ] |

### 2024
| Settimana         | Artista                        | Brano            | Note    |
| ----------------- | ------------------------------ | ---------------- | ------- |
| 6 gennaio 2024    | Xavi                           | La diabla        | [ 100 ] |
| 13 gennaio 2024   | Xavi                           | La diabla        | [ 101 ] |
| 20 gennaio 2024   | Xavi                           | La diabla        | [ 102 ] |
| 27 gennaio 2024   | Xavi                           | La diabla        | [ 103 ] |
| 3 febbraio 2024   | Xavi                           | La diabla        | [ 104 ] |
| 10 febbraio 2024  | Xavi                           | La diabla        | [ 105 ] |
| 17 febbraio 2024  | Xavi                           | La diabla        | [ 106 ] |
| 24 febbraio 2024  | Xavi                           | La diabla        | [ 107 ] |
| 2 marzo 2024      | Xavi                           | La diabla        | [ 108 ] |
| 9 marzo 2024      | Xavi                           | La diabla        | [ 109 ] |
| 16 marzo 2024     | Xavi                           | La diabla        | [ 110 ] |
| 23 marzo 2024     | Xavi                           | La diabla        | [ 111 ] |
| 30 marzo 2024     | Natanael Cano e Óscar Maydon   | Madonna          | [ 112 ] |
| 6 aprile 2024     | Natanael Cano e Óscar Maydon   | Madonna          | [ 113 ] |
| 13 aprile 2024    | Natanael Cano e Óscar Maydon   | Madonna          | [ 114 ] |
| 20 aprile 2024    | Natanael Cano e Óscar Maydon   | Madonna          | [ 115 ] |
| 27 aprile 2024    | Natanael Cano e Óscar Maydon   | Madonna          | [ 116 ] |
| 4 maggio 2024     | Natanael Cano e Óscar Maydon   | Madonna          | [ 117 ] |
| 11 maggio 2024    | Natanael Cano e Óscar Maydon   | Madonna          | [ 118 ] |
| 18 maggio 2024    | Natanael Cano e Óscar Maydon   | Madonna          | [ 119 ] |
| 25 maggio 2024    | Natanael Cano e Óscar Maydon   | Madonna          | [ 120 ] |
| 1º giugno 2024    | Natanael Cano e Óscar Maydon   | Madonna          | [ 121 ] |
| 8 giugno 2024     | Natanael Cano e Óscar Maydon   | Madonna          | [ 122 ] |
| 15 giugno 2024    | Luis R. Conriquez e Neton Vega | Si no quieres no | [ 123 ] |
| 22 giugno 2024    | Luis R. Conriquez e Neton Vega | Si no quieres no | [ 124 ] |
| 29 giugno 2024    | Óscar Maydon e Junior H        | Volver al futuro | [ 125 ] |
| 6 luglio 2024     | Luis R. Conriquez e Neton Vega | Si no quieres no | [ 126 ] |
| 13 luglio 2024    | Luis R. Conriquez e Neton Vega | Si no quieres no | [ 127 ] |
| 20 luglio 2024    | Luis R. Conriquez e Neton Vega | Si no quieres no | [ 128 ] |
| 27 luglio 2024    | Luis R. Conriquez e Neton Vega | Si no quieres no | [ 129 ] |
| 3 agosto 2024     | Luis R. Conriquez e Neton Vega | Si no quieres no | [ 130 ] |
| 10 agosto 2024    | Luis R. Conriquez e Neton Vega | Si no quieres no | [ 131 ] |
| 17 agosto 2024    | Peso Pluma e Neton Vega        | La patrulla      | [ 132 ] |
| 24 agosto 2024    | Peso Pluma e Neton Vega        | La patrulla      | [ 133 ] |
| 31 agosto 2024    | Peso Pluma e Neton Vega        | La patrulla      | [ 134 ] |
| 7 settembre 2024  | Peso Pluma e Neton Vega        | La patrulla      | [ 135 ] |
| 14 settembre 2024 | Peso Pluma e Neton Vega        | La patrulla      | [ 136 ] |
| 21 settembre 2024 | Peso Pluma e Neton Vega        | La patrulla      | [ 137 ] |
| 28 settembre 2024 | Peso Pluma e Neton Vega        | La patrulla      | [ 138 ] |
| 5 ottobre 2024    | Tito Double P                  | El lokeron       | [ 139 ] |
| 12 ottobre 2024   | Tito Double P                  | El lokeron       | [ 140 ] |
| 19 ottobre 2024   | Tito Double P                  | El lokeron       | [ 141 ] |
| 26 ottobre 2024   | Óscar Maydon e Fuerza Regida   | Tu boda          | [ 142 ] |
| 2 novembre 2024   | Óscar Maydon e Fuerza Regida   | Tu boda          | [ 143 ] |
| 9 novembre 2024   | Óscar Maydon e Fuerza Regida   | Tu boda          | [ 144 ] |
| 16 novembre 2024  | Óscar Maydon e Fuerza Regida   | Tu boda          | [ 145 ] |
| 23 novembre 2024  | Óscar Maydon e Fuerza Regida   | Tu boda          | [ 146 ] |
| 30 novembre 2024  | Óscar Maydon e Fuerza Regida   | Tu boda          | [ 147 ] |
| 7 dicembre 2024   | Óscar Maydon e Fuerza Regida   | Tu boda          | [ 148 ] |
| 14 dicembre 2024  | Óscar Maydon e Fuerza Regida   | Tu boda          | [ 149 ] |
| 21 dicembre 2024  | Óscar Maydon e Fuerza Regida   | Tu boda          | [ 150 ] |
| 28 dicembre 2024  | Óscar Maydon e Fuerza Regida   | Tu boda          | [ 151 ] |

### 2025
| Settimana        | Artista                                  | Brano         | Note    |
| ---------------- | ---------------------------------------- | ------------- | ------- |
| 4 gennaio 2025   | Óscar Maydon e Fuerza Regida             | Tu boda       | [ 152 ] |
| 11 gennaio 2025  | Tito Double P                            | Rosones       | [ 153 ] |
| 18 gennaio 2025  | Tito Double P                            | Rosones       | [ 154 ] |
| 25 gennaio 2025  | Bad Bunny                                | DTMF          | [ 155 ] |
| 1º febbraio 2025 | Bad Bunny                                | DTMF          | [ 156 ] |
| 8 febbraio 2025  | Bad Bunny                                | DTMF          | [ 157 ] |
| 15 febbraio 2025 | Neton Vega                               | Loco          | [ 158 ] |
| 22 febbraio 2025 | Neton Vega                               | Loco          | [ 159 ] |
| 1º marzo 2025    | Alemán e Neton Vega                      | Te quería ver | [ 160 ] |
| 8 marzo 2025     | Alemán e Neton Vega                      | Te quería ver | [ 161 ] |
| 15 marzo 2025    | Gabito Ballesteros e Tito Double P       | 7 dias        | [ 162 ] |
| 22 marzo 2025    | Tito Double P                            | Tattoo        | [ 163 ] |
| 29 marzo 2025    | Tito Double P                            | Tattoo        | [ 164 ] |
| 5 aprile 2025    | Alemán e Neton Vega                      | Te quería ver | [ 165 ] |
| 12 aprile 2025   | Alemán e Neton Vega                      | Te quería ver | [ 166 ] |
| 19 aprile 2025   | Alemán e Neton Vega                      | Te quería ver | [ 167 ] |
| 26 aprile 2025   | Alemán e Neton Vega                      | Te quería ver | [ 168 ] |
| 3 maggio 2025    | Neton Vega e Peso Pluma                  | Morena        | [ 169 ] |
| 10 maggio 2025   | Neton Vega e Peso Pluma                  | Morena        | [ 170 ] |
| 17 maggio 2025   | Los Dareyes de la Sierra e Tito Double P | Vita fer      | [ 171 ] |
| 24 maggio 2025   | Los Dareyes de la Sierra e Tito Double P | Vita fer      | [ 172 ] |
| 31 maggio 2025   | Fuerza Regida                            | Marlboro rojo | [ 173 ] |
| 7 giugno 2025    | Fuerza Regida                            | Tu sancho     | [ 174 ] |
| 14 giugno 2025   | Esaú Ortiz                               | Triple lavada | [ 175 ] |
| 21 giugno 2025   | Esaú Ortiz                               | Triple lavada | [ 176 ] |
| 28 giugno 2025   | Fuerza Regida                            | Tu sancho     | [ 177 ] |
| 5 luglio 2025    | Fuerza Regida                            | Tu sancho     | [ 178 ] |
| 12 luglio 2025   | Fuerza Regida                            | Tu sancho     | [ 179 ] |
| 19 luglio 2025   | Fuerza Regida                            | Tu sancho     | [ 180 ] |
| 26 luglio 2025   | Fuerza Regida                            | Tu sancho     | [ 181 ] |
| 2 agosto 2025    | Tito Double P                            | Por sus besos | [ 182 ] |
| 9 agosto 2025    | Fuerza Regida                            | Tu sancho     | [ 183 ] |
| 16 agosto 2025   | Fuerza Regida                            | Tu sancho     | [ 184 ] |
| 23 agosto 2025   | Natanael Cano e Gabito Ballesteros       | Perlas negras | [ 185 ] |